# Тарту (аэропорт)
Тартуский аэропорт (ИАТА: TAY, ИКАО: EETU) — аэропорт в 9.5 км к юго-западу от центра Тарту в Эстонии, около автотрассы Тарту-Выру. Его также называют Аэропортом Юленурме из-за близости к деревне Юленурме.
Осуществляются ежедневные рейсы до Хельсинки (авиакомпания Finnair).

## История
Аэропорт был открыт в 1946 году. Новое здание терминала было построено в 1981 году, и тогда же были модернизированы взлетно-посадочная полоса и рулежная дорожка. С 2005 года аэропорт принадлежит Tallinn Airport Ltd.
В 2009 году ВПП была увеличена до 1 799 м.
Пассажиропоток Тартуского аэропорта в 2009 году составил 9 707 человек.
Рядом с аэропортом расположена Эстонская авиационная академия, учебные полёты которой составляют до 90% взлётно-посадочных операций на аэродроме.